# Ricardo Valiño
Ricardo Valiño (Buenos Aires, Argentina; 2 de enero de 1971) es un entrenador de fútbol argentino que actualmente se encuentra sin equipo tras salir de las selecciones juveniles de la Selección de Venezuela.

## Trayectoria
Inicios
Comenzó a trabajar con Gabriel Orlando Rodríguez en las inferiores de San Lorenzo de Almagro (1995 - 2005), para luego pasar a River Plate (2006 - 2009) y Vélez Sarsfield (2010 - 2011). 
En su etapa en juveniles dirigió a futbolistas de la talla de Javier Saviola, Radamel Falcao García, Rogelio y Ramiro Funes Mori, Ezequiel Lavezzi y Leandro Romagnoli, entre otros. 
C. F. Mérida
Llegó al C. F. Mérida para el Torneo Apertura 2011, donde permaneció hasta mayo de 2014, con un total de 107 juegos dirigidos, asumiendo con el equipo cerca del descenso y encadenando buenas campañas para salvarlo.
Finalizó en el 2º lugar del Torneo Clausura 2012, siendo la mejor defensa de la competición (8 goles recibidos). En el Torneo Apertura 2012 volvió a clasificar a playoff y fue nuevamente el equipo que menos goles recibió (12).
Volvió a ser protagonista del Torneo Apertura 2013 al finalizar 4º en la temporada regular y alcanzar los cuartos de final.
Se despidió de Mérida tras el Torneo Clausura 2014, dejando al equipo en la 8ª posición en la Tabla de Cocientes, a 37 puntos del descenso.
Lobos BUAP
A partir de mayo de 2014 comenzó a dirigir a Lobos BUAP. En su primer campeonato (Torneo Apertura 2014) lo clasificó a playoff tras dos temporadas. En el Torneo Clausura 2015 finalizó 3º, siendo líder de la temporada regular en el Torneo Apertura 2015, alcanzando las semifinales de la competición. Hasta abril de 2016 dirigió 88 partidos, con un 49.6% de los puntos obtenidos.
Puebla
El 26 de abril de 2016 fue anunciado como nuevo DT del Club Puebla de la Primera División de México. y finalizó su ciclo en enero de 2017.
Celaya
El 25 de abril de 2017 fue presentado como nuevo DT del Club Celaya.
En su primer campeonato (Torneo Apertura 2017) finalizó líder en la temporada regular y alcanzó las semifinales, quedando eliminado por goles de visitante. En el Torneo Clausura 2018 alcanzó los cuartos de final de la competición. En total, dirigió 44 partidos, con una efectividad del 46.21%.
Club Atlético Zacatepec
El 4 de octubre de 2018 fue presentado como nuevo DT del Club Atlético Zacatepec, institución que no había logrado clasificar a playoff en el campeonato anterior. En el Torneo Clausura 2019 finalizó en la 3ª posición de la temporada regular, alcanzando los cuartos de final de la competición.
En el Torneo Apertura 2019 alcanzó la final por el ascenso, cayendo ante Alebrijes de Oaxaca.
En el Torneo Clausura 2020 se encontraba en zona de clasificación a playoff cuando la competición se suspendió por la pandemia de COVID-19.
Atlético Morelia
El 27 de junio de 2020 fue confirmado como nuevo DT del Atlético Morelia, luego de la mudanza del Zacatepec a la capital michoacana. El sábado 28 de mayo de 2022 se despidió con una emotiva carta del equipo. Después de ser campeón de la liga de expansión en el Torneo Grita México Clausura 2022 de la liga de expansión.
Club Tijuana.
El 30 de mayo de 2022 fue confirmado como el nuevo DT del club Tijuana para el torneo de apertura 2022. 
Después de cinco jornadas, y con cuatro empates y una derrota, los Xolos anunciaron el cese de Valiño.
Selecciones juveniles de Venezuela.
El 14 de marzo de 2023, la Federación Venezolana de Fútbol anuncia su designación como técnico de las selecciones venezolanas Sub-20 y Sub-23. Adicionalmente, se le nombra de manera interina como director técnico de la selección Sub-17 para el Campeonato Sudamericano de Fútbol Sub-17 de 2023 clasificando a la selección venezolana al mundial, logrando clasificar a los octavos de final cayendo en esa instancia ante Argentina.

## Clubes
| Club                          | País      | Año         |
| ----------------------------- | --------- | ----------- |
| C. F. Mérida                  | México    | 2011 - 2014 |
| Lobos BUAP                    | México    | 2014 - 2016 |
| Club Puebla                   | México    | 2016 - 2017 |
| Club Celaya                   | México    | 2017 - 2018 |
| C. A. Zacatepec               | México    | 2018 - 2020 |
| Atlético Morelia              | México    | 2020 - 2022 |
| Club Tijuana                  | México    | 2022 - 2023 |
| Selección de Venezuela Sub-17 | Venezuela | 2023        |
| Selección de Venezuela Sub-20 | Venezuela | 2023 - 2025 |
| Selección de Venezuela Sub-23 | Venezuela | 2023 - 2025 |

### Estadísticas como DT
| Equipo           | País   | Desde           | Hasta           | Estadísticas | Estadísticas | Estadísticas | Estadísticas | Estadísticas | Estadísticas |
| Equipo           | País   | Desde           | Hasta           | PD           | PG           | PE           | PP           | Puntos       | %            |
| ---------------- | ------ | --------------- | --------------- | ------------ | ------------ | ------------ | ------------ | ------------ | ------------ |
| C. F. Mérida     | México | Junio de 2011   | Mayo de 2014    | 107          | 38           | 35           | 34           | 149          | 46.42%       |
| Lobos BUAP       | México | Mayo de 2014    | Abril de 2016   | 88           | 35           | 26           | 27           | 131          | 49.62%       |
| Club Puebla      | México | Abril de 2016   | Enero de 2017   | 29           | 10           | 8            | 11           | 38           | 43.68%       |
| Club Celaya      | México | Abril de 2017   | Julio de 2018   | 44           | 17           | 10           | 17           | 61           | 46.21        |
| C. A. Zacatepec  | México | Octubre de 2018 | Junio de 2020   | 57           | 24           | 9            | 24           | 81           | 47.37%       |
| Atlético Morelia | México | Junio de 2020   | Junio de 2022   | 79           | 37           | 24           | 18           | 135          | 56.96%       |
| Club Tijuana     | México | Junio de 2022   | Febrero de 2023 | 22           | 4            | 9            | 9            | 21           | 31.82%       |
| Total            | Total  | Total           | Total           | 426          | 165          | 121          | 140          | 616          | 48.2%        |